# Enyang
Enyang är ett stadsdistrikt i Bazhong i Sichuan-provinsen i sydvästra Kina.